# Fléchette (Préhistoire)
Pour les articles homonymes, voir Fléchette (homonymie).
Une fléchette est un type d'outil préhistorique de pierre taillée, réalisé sur une petite lame rectiligne. De forme sublosangique, la fléchette présente une retouche appointant ses extrémités. Cette retouche peut être directe ou inverse.
La fléchette est caractéristique du début du Gravettien, parfois appelé Bayacien (27 à 25 000 ans BP). Elle pourrait être le prototype de la pointe de la Gravette.

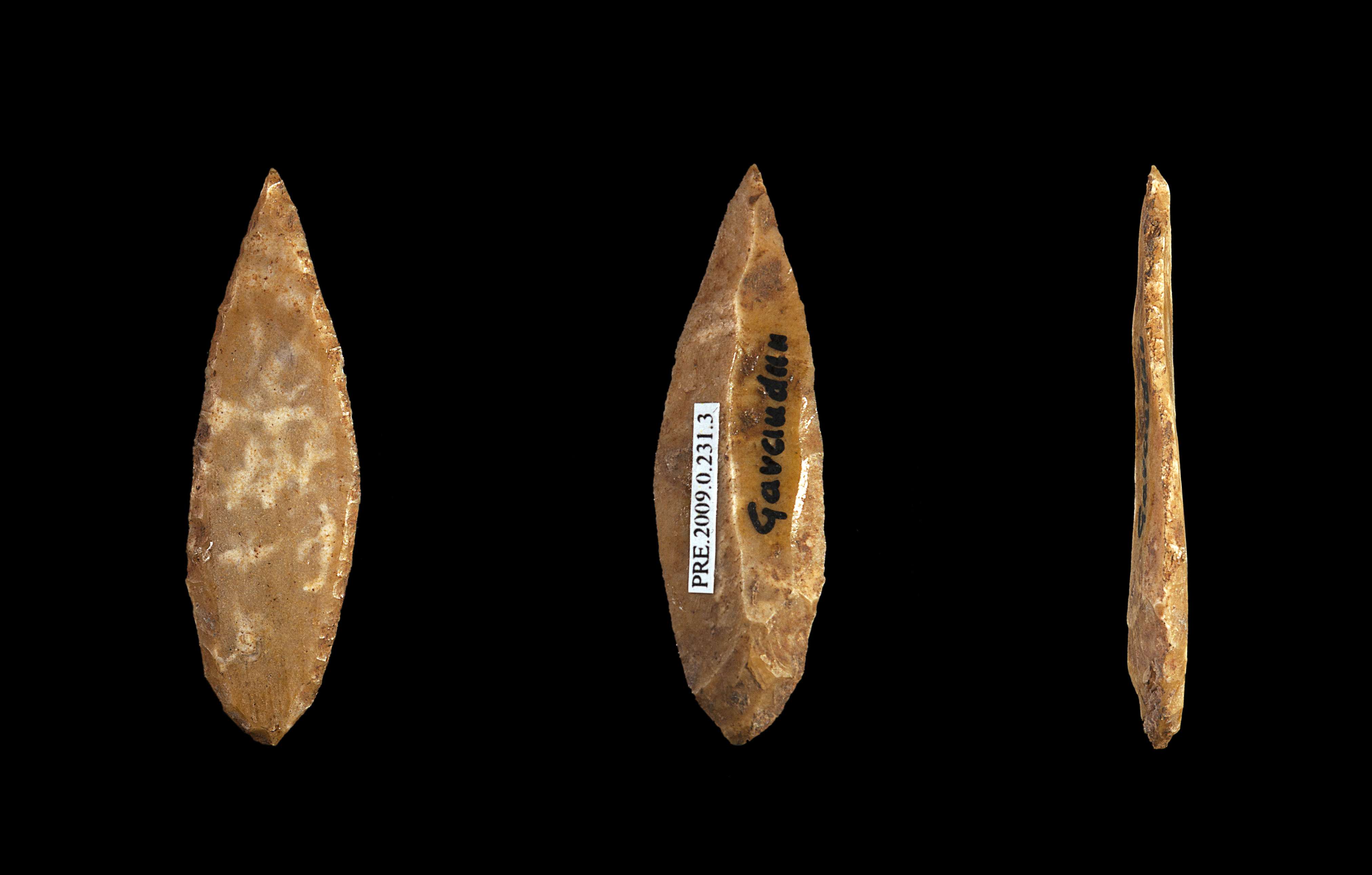
Fléchette du Roc de Gavaudun, Muséum de Toulouse

## Référence bibliographique
- Demars, P.-Y. et Laurent, P. (1989), Types d'outils lithiques du Paléolithique supérieur en Europe, Éditions du CNRS, Cahiers du Quaternaire n° 14, 178 p.